# Transformer
Az 1972-es Transformer Lou Reed második nagylemeze. Az albumon főleg új dalok hallhatók, kivéve az Andy's Chest-et, a Satellite of Love-ot, a Goodnight Ladies-t és a New York Telephone Conversation-t, melyek még a Velvet Underground-évek alatt íródtak.
A lemez 2003-ban 194. lett a Rolling Stone magazin Minden idők 500 legjobb albuma listáján. Szerepel az 1001 lemez, amit hallanod kell, mielőtt meghalsz című könyvben.

## Az album dalai
| 1. | Vicious               | Lou Reed | 2:58 |
| 2. | Andy's Chest          | Lou Reed | 3:20 |
| 3. | Perfect Day           | Lou Reed | 3:46 |
| 4. | Hangin' Round         | Lou Reed | 3:35 |
| 5. | Walk on the Wild Side | Lou Reed | 4:15 |

| 1. | Make Up                         | Lou Reed | 3:00 |
| 2. | Satellite of Love               | Lou Reed | 3:42 |
| 3. | Wagon Wheel                     | Lou Reed | 3:19 |
| 4. | New York Telephone Conversation | Lou Reed | 1:33 |
| 5. | I'm So Free                     | Lou Reed | 3:09 |
| 6. | Goodnight Ladies                | Lou Reed | 4:31 |

## Helyezések

### Album
| Év   | Lista           | Helyezés |
| ---- | --------------- | -------- |
| 1972 | Billboard 200   | 29       |
| 1973 | Brit albumlista | 13       |

### Kislemezek
| Év   | Kislemeze             | Lista                 | Helyezés |
| ---- | --------------------- | --------------------- | -------- |
| 1973 | Walk on the Wild Side | Billboard Pop singles | 16       |
| 1973 | Walk on the Wild Side | Brit kislemezlista    | 10       |

## Közreműködők
- Lou Reed – gitár, billentyűk, ének
- Herbie Flowers – basszusgitár, nagybőgő, tuba a Goodnight Ladies-en és a Make Up-on
- Mick Ronson – szólógitár, zongora, furulya, háttérvokál, vonósok hangszerelése
- John Halsey – dob
- Ronnie Ross – baritonszaxofon a Goodnight Ladies-en és a Walk on the Wild Side-on

### További zenészek
- David Bowie – producer, vokál
- The Thunderthighs – vokál
- Barry DeSouza – dob
- Ritchie Dharma – dob
- Klaus Voormann – basszusgitár
- Ken Scott – hangmérnök

## Fordítás
Ez a szócikk részben vagy egészben a Transformer (album) című angol Wikipédia-szócikk ezen változatának fordításán alapul.  Az eredeti cikk szerkesztőit annak laptörténete sorolja fel. Ez a jelzés csupán a megfogalmazás eredetét és a szerzői jogokat jelzi, nem szolgál a cikkben szereplő információk forrásmegjelöléseként.